# Ceyrat
Ceyrat település Franciaországban, Puy-de-Dôme megyében. Lakosainak száma 6548 fő (2022. január 1.). Ceyrat Royat, Beaumont, Chamalières, Clermont-Ferrand, Romagnat és Saint-Genès-Champanelle községekkel határos.

## Népesség
A település népességének változása:
| Lakosok száma | 5907 | 6390 | 6514 | 6416 | 6390 | 6364 | 6338 | 6373 | 6548 |
|               | 2013 | 2015 | 2016 | 2017 | 2018 | 2019 | 2020 | 2021 | 2022 |